# 26513 Newberry
26513 Newberry este un asteroid din centura principală de asteroizi.

## Descriere
26513 Newberry este un asteroid din centura principală de asteroizi. A fost descoperit pe 2 februarie 2000 la Socorro, New Mexico, în cadrul proiectului LINEAR. Asteroidul prezintă o orbită caracterizată de o semiaxă mare de 2,42 ua, o excentricitate de 0,09 și o înclinație de 5,6° în raport cu ecliptica.